# Harvard Dictionary of Music
El Harvard Dictionary of Music (Diccionario Harvard de la Música) es un diccionario enciclopédico de música publicado por Belknap Press de Harvard University Press.

## Ediciones
Esta obra fue editada en diversas ocasiones:
1. En 1944 fue publicada la primera edición, de ella se encargó Willi Apel.
2. En 1969 vio la luz la segunda edición, también editada por Apel.
3. En 1986 un nuevo editor, Don Michael Randel, se hizo cargo de la tercera edición. El libro fue retitulado The New Harvard Dictionary of Music o Nuevo Diccionario Harvard de la música. Esta edición contó con la ampliación de la cobertura de la música siglo XX y música no occidental, así como la inclusión de información sobre jazz y música popular por primera vez.
4. En 2003 aparece la cuarta edición y última hasta la fecha, también editada por Randel. En esta ocasión, el libro recupera su antiguo título.

A diferencia de algunos otros libros de referencia estándar de la música, El Diccionario Harvard de la música no incluye entradas biográficas. Los datos biográficos se pueden encontrar en un volumen complementario, The Harvard Biographical Dictionary of Music o Diccionario Harvard biográfico de Música, publicado en 1996, que contiene aproximadamente 5500 entradas.